# Exarcado de Paróquias de Tradição Russa na Europa Ocidental
O Exarcado de Paróquias de Tradição Russa na Europa Ocidental (russo: Экзархат приходов русской традиции в Западной Европе; francês: Exarchat des paroisses de tradition russe en Europe Occidentale; grego: Εξαρχία των εν Ευρώπη Δυτική Ευρώπη Ορθοδόξων Παροικιών Ρωσικής Παραδόσεω) foi um exarcado dentro da Igreja Ortodoxa de Constantinopla (Patriarcado de Constantinopla) com sede em Paris, França, que existiu de 1999 a 2018. Uniu as paróquias da tradição litúrgica russa em vários países da Europa, existentes em paralelo com as metrópoles gregas do Patriarcado de Constantinopla. Por decisão do Sínodo do Patriarcado de Constantinopla de 27 de novembro de 2018, o exarcado foi abolido, e suas paróquias e outras estruturas foram ordenadas a fazer parte das metrópoles européias do Patriarcado de Constantinopla. Em 14 de setembro de 2019, o último exarca, João (Renneto), foi pessoalmente admitido no Patriarcado de Moscou. Em 7 de outubro de 2019, o Santo Sínodo da Igreja Ortodoxa Russa decidiu "confirmar a admissão na jurisdição do Patriarcado de Moscou como parte da Arquidiocese do clero e paróquias que expressaram tal desejo". Em dezembro de 2019, 67 mosteiros, paróquias e comunidades se uniram ao Patriarcado de Moscou como Arquidiocese de Paróquias da Europa Ocidental de Tradição Russa com status especial; menos de 40 paróquias permaneceram no Patriarcado de Constantinopla; algumas paróquias se uniram às Igrejas Ortodoxas romenas, búlgaras, sérvias e antioquenas.